# Issoria margareta
Issoria margareta är en fjärilsart som beskrevs av Christian Friedrich Stephan 1930. Issoria margareta ingår i släktet Issoria och familjen praktfjärilar. Inga underarter finns listade i Catalogue of Life.